# Vieraella herbsti
Vieraella herbsti (лат.) — вид вымерших земноводных из отряда бесхвостых. Ископаемые остатки Vieraella herbsti были обнаружены в 1961 году в Аргентине и датируются возрастом около 175 миллионов лет (на рубеже ааленского и тоарского ярусов юрского периода). Строение тела Vieraella близко к современным бесхвостым и он считается (наряду с чуть более древним Prosalirus bitis) одним из самых древних их представителей, полностью адаптированным для передвижения прыжками. Некоторые исследователи считают Vieraella самой древней из настоящих лягушек и датируют его возрастом 188—213 миллионов лет.

## История открытия
Впервые ископаемые остатки этого вида были обнаружены в 1961 году в аргентинской провинции Санта-Крус. Это был отпечаток дорсальной стороны животного, найденный Р. Хербстом (чьим именем и назван этот вид) в формации Роза-Бланка. Отпечаток вентральной стороны того же животного был найден лишь 4 года спустя, в 1965 году, аргентинским палеонтологом Р. Казамикелой.
Последнее описание этой находки было выполнено в 1996 году.
По состоянию на 2003 год это единственный обнаруженный экземпляр Vieraella, который и был назначен голотипом под кодами: PVl Tucuman 2488, и M.L.P. 64-VII-15-1.

## Систематика
Исходя из строения тела, Vieraella могла быть предком двух примитивных семейств бесхвостых из подотряда Archaeobatrachia: гладконогов и круглоязычных. В свете структурной близости к современным лейопельмам некоторые исследователи относят Vieraella к семейству гладконогих, другие же классифицируют его как incertae sedis в основании отряда бесхвостых.

## Описание
Единственный обнаруженный экземпляр принадлежит небольшой лягушке с размером тела около 30 мм. В основном его строение тела соответствует современным бесхвостым за несколькими исключениями: позвоночник Vieraella состоит из 11 позвонков (десять прехвостовых позвонков и одиннадцатый — хвостовой), тогда как у современных лягушек максимальное количество позвонков равно девяти. К двум из передних позвонков (третьему и четвёртому), а возможно и ко второму позвонку крепились свободные рёбра, отсутствующие у современных бесхвостых. Некоторые признаки указывают на то, что найденный экземпляр не был взрослым животным.
Его череп в ширину был крупнее, чем в длину. Найденная часть верхней челюсти несёт 18 зубов, но, экстраполируя, можно предположить, что зубов у этого животного (на верхней челюсти и на предчелюстной кости вместе) было по крайней мере вдвое больше.
Как и у современных бесхвостых, Vieraella имел спаянные вместе локтевую и лучевую кости передних конечностей, а также большеберцовую и малоберцовую кости задних конечностей.